# انجريد جونسرود
إنجريد سوزان جونسرود هي عالمة أعصاب كندية ، وأستاذة علم النفس في جامعة ويسترن أونتاريو ، وحصلت على رئاسة كرسي أبحاث كندا في علم الأعصاب الإدراكي.   تتضمن أبحاثها تصوير الدماغ ، والصلات بين بنية الدماغ والقدرة اللغوية ، وتشخيص أمراض الدماغ التحللية لدى كبار السن. 
أنهت جونسرود دراساتها الجامعية في علم النفس في جامعة كوينز ، وتخرجت في عام 1989 ، وواصلت دراساتها العليا في جامعة ماكجيل ، حيث حصلت على درجة الدكتوراه. في عام 1997 تحت إشراف بريندا ميلنر .   بعد انتهائها من دراسات ما بعد الدكتوراه في يونيفرسيتي كوليدج لندن ، أصبحت عالمة في وحدة الإدراك وعلوم الدماغ في كامبريدج ، إنجلترا ، حيث درست العلاقة بين علم التشريح العصبي والقدرة على التأثر بالتكييف الفعال  بالإضافة إلى تنشط هياكل الدماغ أثناء التعرف على الكلام.  عادت إلى جامعة كوينز كعضوة هيئة تدريس في عام 2004.
يعد عمل جونسرود لعام 2001 على قياس التشكل المستند على فوكسلl في مجلة نيوروايميج أحد أكثر الأوراق البحثية التي تم الاستشهاد بها بكثرة في تلك المجلة.  في عام 2003 ، حصلت جونسرود المؤلفون المشاركون على جائزة ايغ نوبل في الطب لعملهم الذي أظهر أن سائقي سيارات الأجرة في لندن لديهم حصين أكثر تطوراً من أولئك الذين يعملون في مهن أخرى.   في عام 2004 ، بينما كانت لا تزال أستاذًا مساعدًا ، مُنحت جونسترود رئاسة كرسي أبحاث كندا ؛ تم تجديد المنح في عام 2009.   في عام 2009 ، قدم رئيس الوزراء الكندي ستيفن هاربر لجونسرود زمالة ادغار و ليام ريتشارد سيسي ، وهي جائزة تُمنح سنويًا لعدد صغير من الباحثين الكنديين الشباب الذين يتمتعون بسمعة دولية لأبحاثهم المتميزة.  في عام 2010 ، تم انتخاب جونسترود لعضوية أكاديمية الشباب العالمية . 

## روابط خارجية
- صفحة ويب أعضاء هيئة التدريس في جامعة كوينز.